# Azärreyl QVK
Azärreyl QVK (azerbadjanska: Azərreyl QVK) är en volleybollklubb från Baku, Azerbajdzjan, bildad 1986. Klubben har vunnit den azerbajdzjanska ligan tre gånger (2015-2016, 2017-2018 och 2018-2019). Den har också vunnit Top Teams Cup (numera kallad "CEV Cup") 2001-2002 och CEV Challenge Cup 2010-2011